# Parc national de Roztocze
Le parc national de Roztocze (Roztoczański Park Narodowy en polonais) est un parc national situé dans l'Est de la Pologne, dans la voïvodie de Lublin. Il protège les plus importants espaces naturels du milieu de la chaine de collines de Roztocze.
Créé en 1974, le parc s'étendait initialement sur 48,08 km2. Le parc occupe aujourd'hui 84,83 km2, dont 81,02 km2 d'espaces boisés et 8,06 km2 d'aires protégées du public. Les bureaux du parc sont situés dans la ville de Zwierzyniec, située au Nord.

## Description
Le parc est situé dans la pittoresque région de Roztocze Środkowe, dans la haute vallée de la rivière Wieprz. Ces parties séparent les terres de Lublin (polonais: Wyżyna Lubelska) des collines de Sandomierz (polonais: Kotlina Sandomierska). L’eau de la rivière principale qui traverse le parc – la Wieprz – est très pure. Deux ruisseaux prennent leur source ici : le Szum (2,5 km) et le Świerszcz (7,5 km).
Le parc national de Roztocze possède des formations d'arbres uniques. Il y a plus de 400 arbres anciens appelés « monuments de la nature » ainsi que certains des plus grands sapins de toute la Pologne (jusqu’à 50 mètres de haut). Les touristes ont le choix d’utiliser cinq sentiers pédestres ou une piste cyclable dédiée.

## Vie sauvage
Parmi les mammifères vivant dans le parc, on trouve le cerf élaphe, le chevreuil, le sanglier, le renard roux, le loup gris et le blaireau européen.
En 1979, le castor européen a été introduit dans le parc et prospère désormais dans la vallée du Wieprz.
En 1982, des konik ont également été introduits.
190 espèces d'oiseaux sont répertoriées dans le parc, dont l'aigle, la cigogne et le pic.

La famille des reptiles est représentée par le lézard, la vipère péliade, la couleuvre à collier ainsi que la tortue des marais, espèce en danger de disparition.

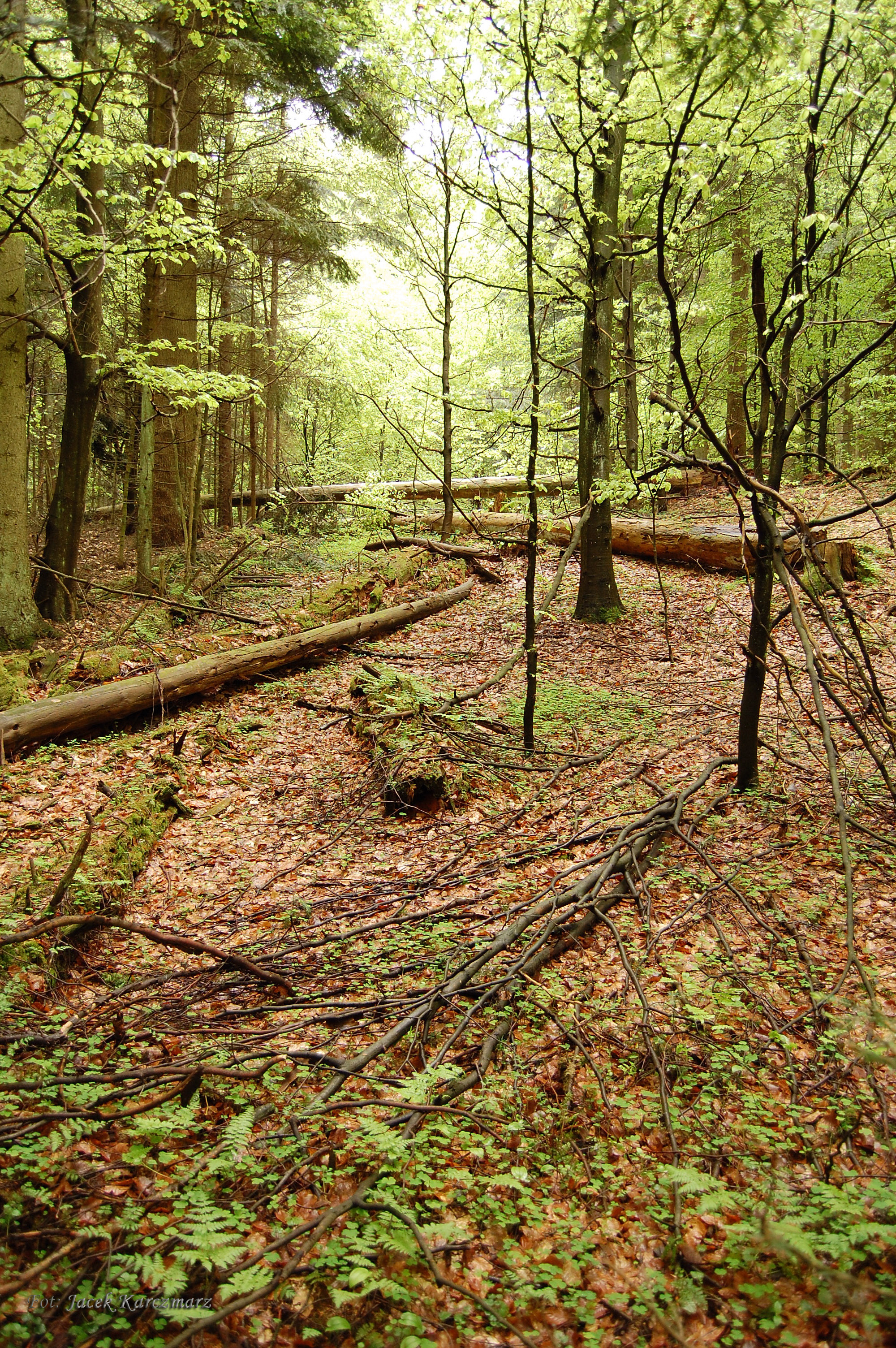
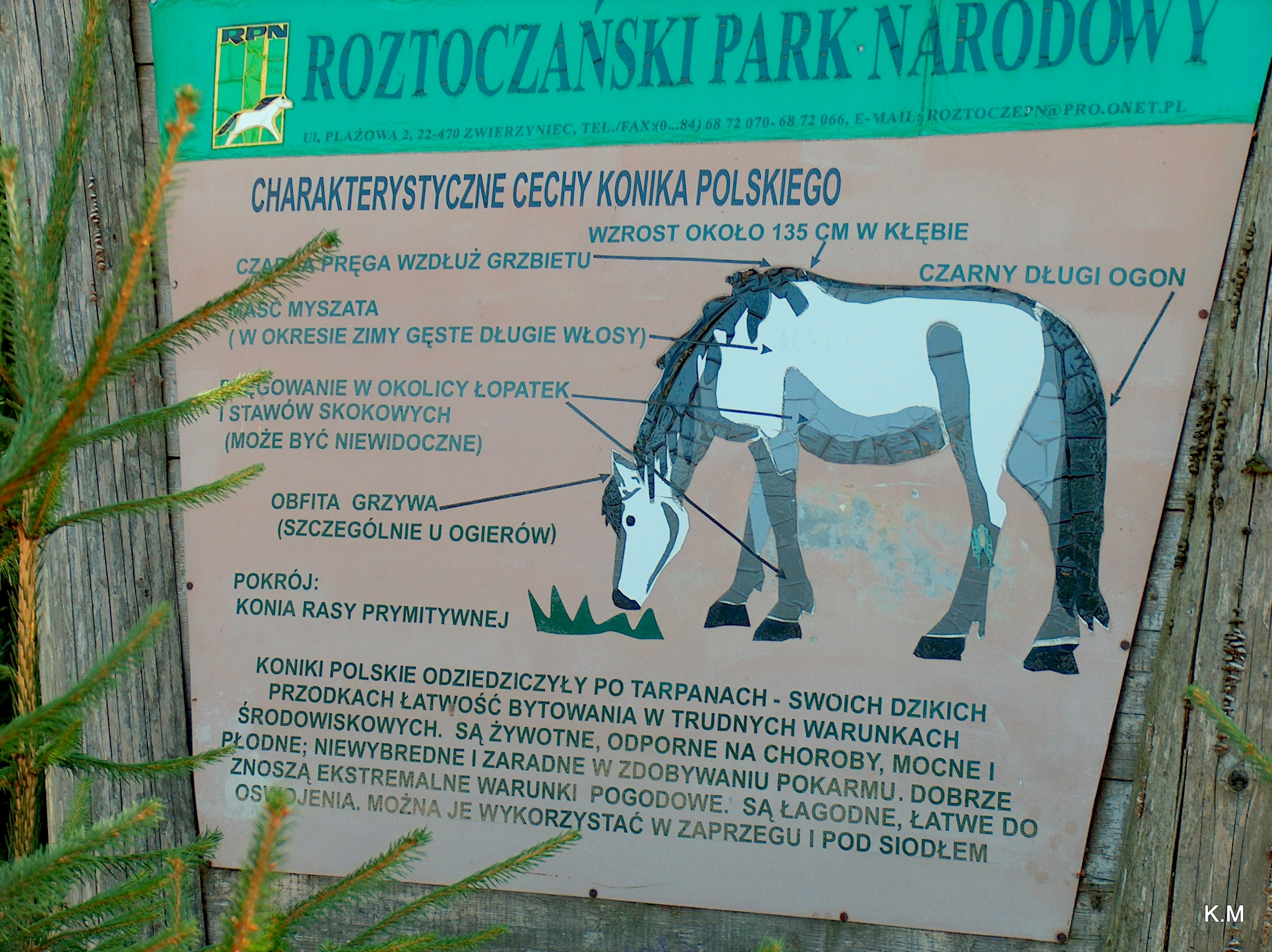
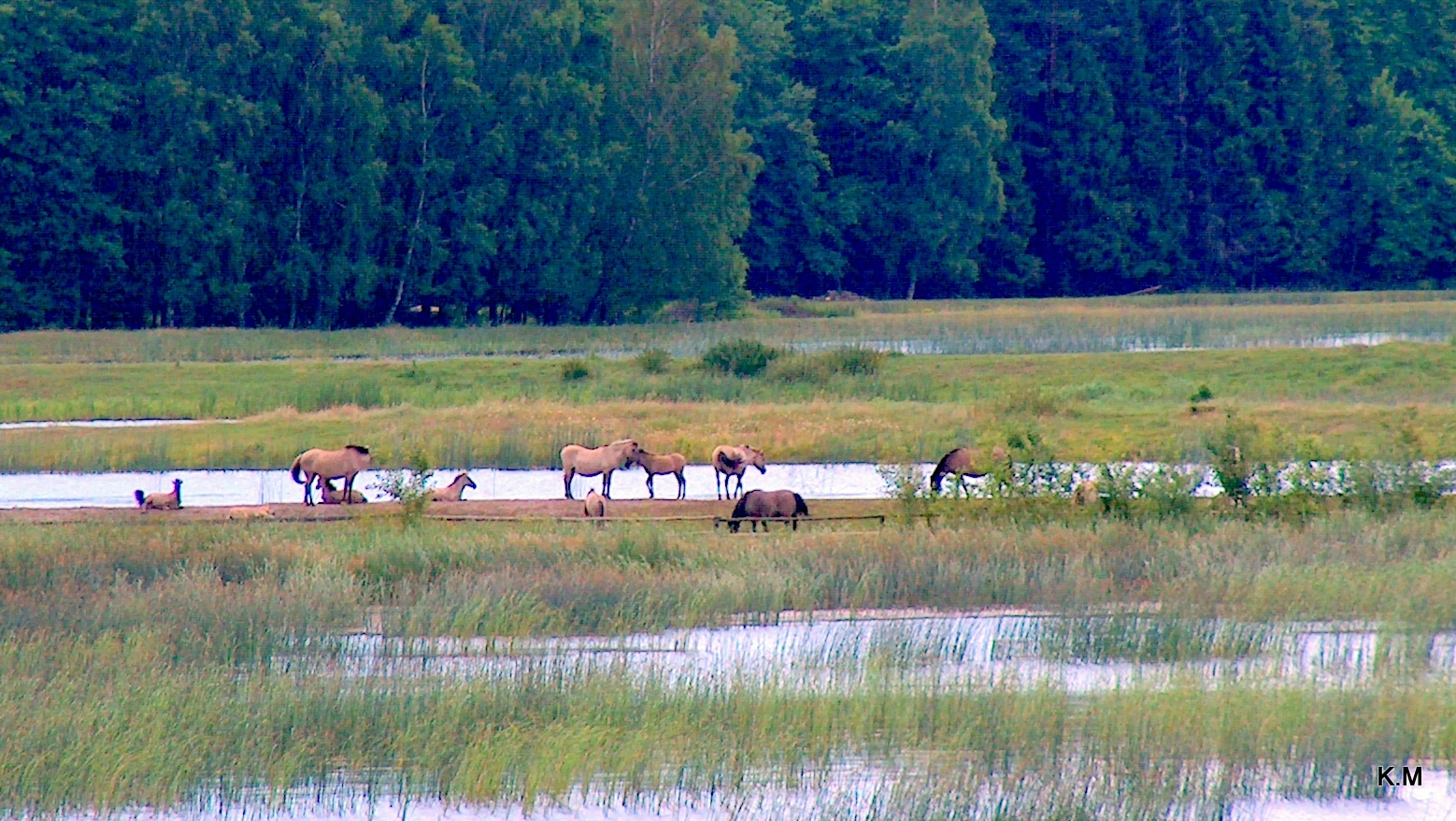
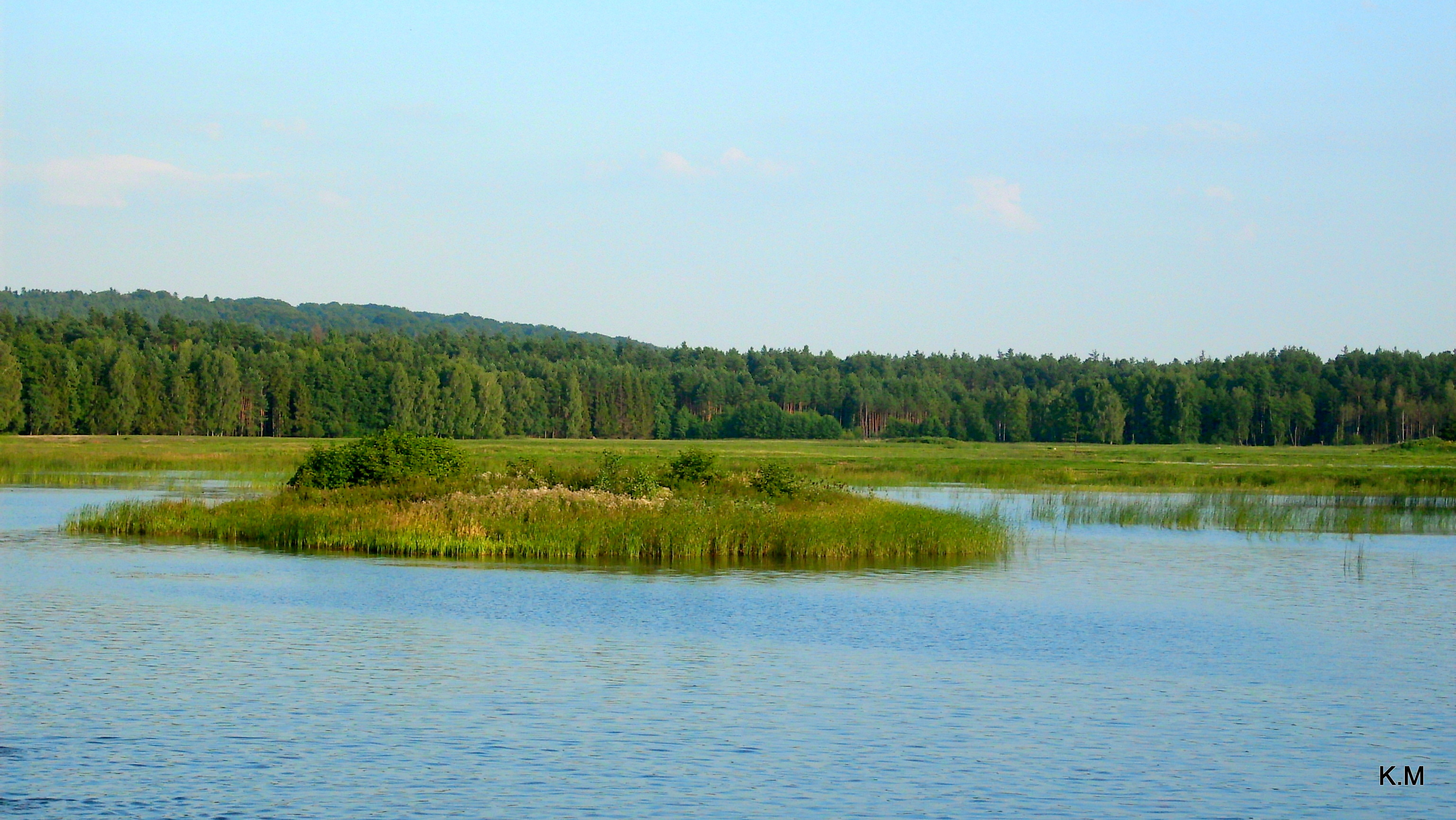
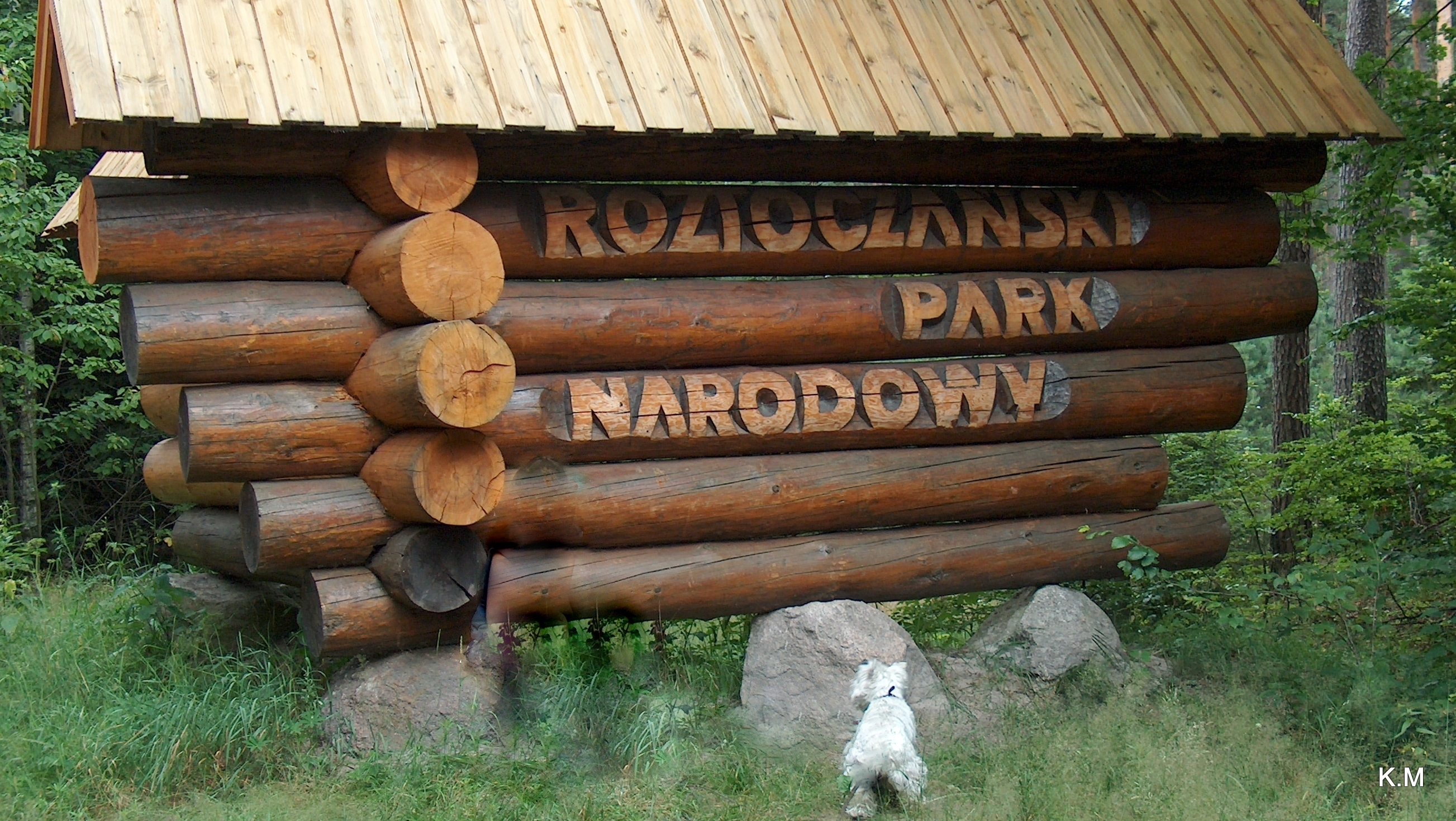
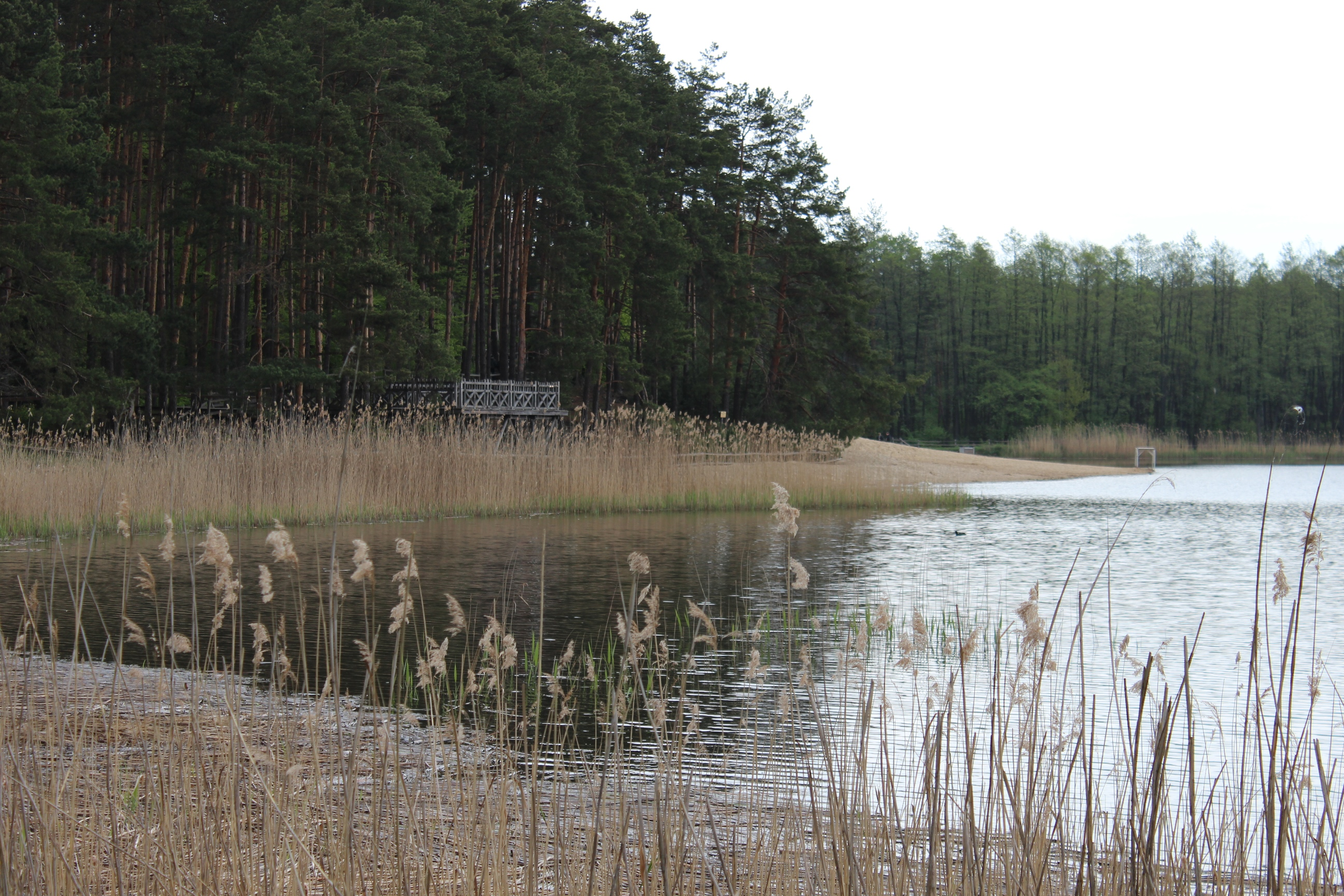